# Il fantasma di una pulce
(G. K. Chesterton, William Blake)
Il fantasma di una pulce (The Ghost of a Flea) è un dipinto del poeta, pittore e incisore inglese William Blake, conservato alla Tate Gallery di Londra. Misura appena 21,4 × 16,2 centimetri ed è eseguito in tempera con pittura in oro su un pannello di legno tropicale di tipo mogano. La muscolosa e massiccia pulce è raffigurata mentre usa la lingua sporgente per rimpinzarsi di una ciotola di sangue. In parte umana, in parte vampiro e in parte rettile, la bestia cammina da destra a sinistra tra tende pesanti e riccamente decorate. Nella mano sinistra tiene una ghianda e nella destra una spina, entrambi elementi tratti dalla tradizione dell'iconografia fatata. Il suo collo massiccio è simile a quello di un toro e sorregge una testa sproporzionatamente piccola, caratterizzata da occhi abbaglianti e mascelle aperte, e da una lingua strisciante e velenosa. Secondo il critico d'arte Jonathan Jones, la pulce è raffigurata come un "malvagio, gotico, grottesco che si aggira attraverso un regno stellato tra i sipari". Il dipinto si distingue per l'uso innovativo della foglia oro. Sotto le pieghe della tenda, la carne della pulce e le stelle luminose, Blake pose una sottile lamina d'oro "bianco" che realizzò con una lega oro-argento. Ha quindi utilizzato un pennello e una lamina d'oro in polvere trasformata in vernice per colorare gran parte dei minimi dettagli. Blake lo ha ricoperto utilizzando una spessa vernice marrone derivata da zucchero, gomma e colla. Il dipinto è stato realizzato utilizzando la caratteristica tecnica della tempera di Blake, che descrive nella parte inferiore destra del pannello, sotto la firma in oro della conchiglia, come "affresco". Sul retro del pannello è scritto: "La visione dello Spirito che abita il corpo di una pulce, e che apparve al defunto signor Blake, il disegnatore delle vignette per Blair Grave e il Libro di Giobbe. Le visioni gli apparvero per la prima volta in mia presenza e poi, finché non ebbe finito questo dipinto. La pulce vi ha versato del sangue." Oggi l'opera è in condizioni relativamente pessime, in parte a causa della tecnica impiegata da Blake. Aree della superficie si sono screpolate e divenute opache con il passare del tempo.
Sebbene Blake fosse singolare nella sua capacità di trascrivere direttamente le visioni su tela o carta, in quest'opera si possono individuare numerose fonti visive e letterarie. La storica dell'arte Hope Werness ha suggerito che The Flea potrebbe essere ispirato da un'opera del 1665 del primo microscopista Robert Hooke (1635-1703), la cui Micrographia include un disegno di una pulce osservata al microscopio.
Sono stati fatti paragoni con i mostruosi diavoletti di Henry Fuseli, mentre l'immagine della pulce riecheggia figure nei primi lavori di Blake, e il suo corpo squamoso è simile al mostro nel suo disegno a penna e inchiostro del 1805 Pestilence: Death of the First Born. Nel 2006, la Tate ha appeso fianco a fianco Il fantasma di una pulce e l'incisione di William Raddon del 1827 dopo L'incubo di Fuseli nella sala "L'incubo nella cultura moderna" della loro mostra "Fuseli, Blake e l'immaginazione romantica".
 Il dipinto fu completato da Blake tra il 1819 e il 1820. Fu commissionata dall'artista e astrologo John Varley (1788-1842).

## Curiosità
Il dipinto appare nella copertina dell'album The Chemical Wedding (1998) di Bruce Dickinson, frontman del gruppo heavy metal britannico Iron Maiden.